# Григорије Критски
Григорије Критски (око 754 — 820) је хришћански светитељ, пореклом са Крита.
Отац и мајка су му били Теофан и Јулијана, побожни хришћани. Пошто се једно време школовао, родитељи су га послали да чува овце. Међутим Григорије је једног дана отишао од куће и отпутовао у Селевкију. Ту је кратко живео, једући само хлеб и воду. Када је имао двадесет и шест година византијски цар Лав IV Хазар, који је подржавао иконоборство је умро, и хришћанство је добило слободу. Тада је Григорије отпутовао у Јерусалим да обиђе сва за хришћане света места. У Јерусалиму је провео 12 година.
Из Јерусалима је отишао у Рим где се и замонашио. У Риму је провео неко време. Када је цариградски патријарх Нићифор послао папи у Рим Михаила Синадона Исповедника овај га је повео са собом и одвео у манастир у месту Акрита, близу Халкидона где га је оставио. Ту је Григорије живео босоног, а од одеће је на себи само једну дугачку кошуљу. Спавао је на рогози, а јео и пио хлеб и воду, сваког другог или трећег дана. Затим се затворио у једну врло дубоку јаму у којој је провео много година.
Када је изашао из јаме, затворио се у келију, обучен у кожу. У близини његове келије се налазило велико буре пуно воде. Он је ноћу одлазио тамо, свлачио са себе кожу, улазио у буре, и у њему ишчитавао цео Псалтир. То је радио сваке ноћи до краја живота. Григорије Критски је преминуо око 820. године.
Православна црква га слави 5. јануара по јулијанском календару, а 18. јануара по грегоријанском календару.